# Нелюбин, Анатолий Семенович
Анатолий Семенович Нелюбин — советский молодежный, партийный и государственный деятель. 

## Биография
Родился 15 ноября 1903 года по разным в Барнауле или в Томске. По национальности русский. По разным данным образование получил начальное или среднее в Алексеевском реальном училище Томска, куда поступил в сентябре 1919 года. Член ВКП(б).
Сначала работал секретарем одного из райкомов РЛКСМ. По состоянию на 8 июля 1930 года был заместителем заведующего орготделом окркома ВКП(б). В январе 1933 года назначен председателем Нарымского окрисполкома.
В должности секретаря Куйбышевского райкома ВКП(б) Новосибирска арестован 15 ноября 1937 года по обвинению по пунктам 7, 8, 11 статьи 58 УК РСФСР, осуждён Военной коллегией ВС СССР и расстрелян 4 июня 1938 года. Посмертно реабилитирован 27 мая 1958 года.